# فرانسوا لومارشان
فرانسوا لومارشان (فرانسوی: François Lemarchand‎؛ زادهٔ ۲ نوامبر ۱۹۶۰) دوچرخه‌سوار اهل فرانسه است.